# 윌리엄 알렉산더 파슨스 마틴
윌리엄 알렉산더 파슨스 마틴(William Alexander Parsons Martin, 1827년 4월 10일 ~ 1916년 12월 18일)은 딩웨이량(중국어: 丁韙良)으로도 알려진 미국의 장로교 선교사이자 번역가로, 헨리 휘튼의 만국공법과 같은 중요한 서양 저작들을 중국어로 번역한 것으로 유명하다.

## 생애
마틴은 인디애나주 리보니아에서 태어났다. 그는 1846년 인디애나 대학교를 졸업하고 뉴올버니의 장로교 신학교에서 신학을 공부했다. 1850년 마틴은 저장성 닝보에 도착하여 다음 10년 동안 그곳에서 일했다.
마틴은 1858년 톈진 조약을 중국과 협상할 때 미국 공사 윌리엄 B. 리드(William B. Reed)의 통역관으로 일했으며, 1859년에는 후임자인 존 엘리엇 워드(John Elliot Ward)와 함께 베이징과 일본 에도로 여행했다.
1863년부터 1868년까지 그는 베이징에서 일했으며, 종종 중국 주재 미국 공사 앤슨 벌링게임의 공식 통역관으로 활동했다. 그는 중국의 대운하를 통해 베이징에서 상하이까지 여행한 최초의 외국인으로 알려져 있으며, 이 여행을 아시아 사회 저널(1866)에 기술했다. 1869년 마틴은 1895년까지 베이징의 동문관 총장을 지냈고 국제법 교수가 되었다. 그는 유럽 강대국들과 분쟁이 발생했을 때, 특히 1884-1885년 프랑스와의 분쟁 동안 국제법 문제에 대해 중국 관리들의 고문으로 활동했다. 같은 해 그는 3급 만다린이 되었다. 1898년 8월 9일, 마틴은 광서제에 의해 베이징 대학의 전신인 경사대학당의 초대 총장으로 임명되었다.
마틴은 1860년 라파예트 칼리지에서 D.D. 학위를, 1870년 뉴욕 시립 대학교에서 LL. D. 학위를 받았다.
그는 1916년 12월 18일 베이징의 미국 장로교 선교부에서 사망했다.

## 출판 작품
마틴 박사는 1875년부터 1878년까지 중국어로 인쇄된 베이징 과학 잡지를 편집했으며, 또한 중국어로 다음을 출판했다.
- 기독교 증거 (1855; 10판, 1885), 일본어로 번역되어 일본에서 널리 유통되었다.
- 삼원리 (1856)
- 종교 우화 (1857)
- (중국어 번역) 헨리 휘튼의 국제법 원리 (1863)
- 자연 철학에 대한 교육 논문 (1866)
- (중국어 번역) 시어도어 D. 울시의 국제법 연구 서론 (1875)
- (중국어 번역) 게오르크 F. 폰 마르텐스의 외교 안내서
- (중국어 번역) 요한 K. 블룬칠리의 현대 국제법 (1879). 샤를 라르디의 프랑스어판 "코드화된 국제법"에서 번역.
- 수리 물리학 (1885)
- (중국어 번역) W. E. 홀의 국제법 논문 (1903)

마틴 박사는 또한 미국 및 영국 평론과 학술 단체의 회보에 기고했으며, 영어로 다음을 출판했다.
- 중국인: 그들의 교육, 철학, 그리고 서신 (상하이 및 런던, 1880; 신판, 뉴욕, 1881).
- 캐세이의 순환; 또는 중국, 남과 북, 개인 회고록 포함 에든버러: 올리펀트, 앤더슨 앤 페리어, 1896. - 홍콩 대학교 도서관, 디지털 이니셔티브, 서양인의 눈으로 본 중국
- 베이징 포위, 세계에 맞선 중국: 목격자가 전하는 (1900)
- 캐세이의 지혜 또는 중국의 지성 (1901)
- 카이펑푸의 유대인 기념비 (1906)

## 아카이브 모음
펜실베이니아 필라델피아에 있는 미국 장로교역사연구소는 윌리엄 알렉산더 파슨스 마틴의 원고를 소장하고 있다.

## 추가 문헌
- Covell, Ralph R. W. A. P. Martin, Pioneer of Progress in China Washington: Christian University Press, 1978.
- Spence, Jonathan D. To Change China: Western Advisers in China, 1620–1960. Harmondsworth and New York: Penguin Books, 1980.